# Ljushultasjön
Ljushultasjön är en sjö i Ljungby kommun i Småland och ingår i Lagans huvudavrinningsområde. Sjön har en area på 0,176 kvadratkilometer och ligger 147 meter över havet. Sjön avvattnas av vattendraget Krokån. Vid provfiske har abborre, gädda och mört fångats i sjön.

## Delavrinningsområde
Ljushultasjön ingår i det delavrinningsområde (629194-135586) som SMHI kallar för Utloppet av Ljushultasjön. Medelhöjden är 164 meter över havet och ytan är 51,8 kvadratkilometer. Räknas de 3 avrinningsområdena uppströms in blir den ackumulerade arean 108,23 kvadratkilometer. Krokån som avvattnar avrinningsområdet har biflödesordning 2, vilket innebär att vattnet flödar genom totalt 2 vattendrag innan det når havet efter 68 kilometer. Avrinningsområdet består mestadels av skog (37 procent), jordbruk (10 procent) och sankmarker (42 procent). Avrinningsområdet har 1,32 kvadratkilometer vattenytor vilket ger det en sjöprocent på 2,5 procent.